# 香取神社 (埼玉県松伏町大字魚沼)
香取神社（かとりじんじゃ）は、埼玉県北葛飾郡松伏町の神社。

## 歴史
1626年（寛永3年）に創建されたという。正保年間（1644年 - 1648年）に当地の魚沼村が成立していることから、その頃までには既に存在していたものと推測される。現在の当社に残されている資料や建造物は文化年間（1804年 - 1818年）のものが多く、この頃に社容が整備された。
1874年（明治7年）、近代社格制度に基づく「村社」に列せられ、1910年（明治43年）と1911年（明治44年）の神社合祀により、周辺の4社が合祀された。
昭和30年代までは、6月16日と26日を「休み正月」「ドンタク」といって、午後の仕事を休んだり、10月18日から翌日にかけて「九日籠り（くんちごもり）」と称して、子どもたちが拝殿に籠って太鼓を打ち鳴らす独特の風習があった。

## 交通アクセス
- 路線バス新開橋停留所より徒歩10分。